# María de Villota
María de Villota Comba (ur. 13 stycznia 1980 w Madrycie, zm. 11 października 2013 w Sewilli) – hiszpańska kierowca wyścigowy. Była córką kierowcy Formuły 1, Emilia de Villoty.

## Kariera wyścigowa
Karierę rozpoczęła w 1996 roku od kartingu. Startowała w tych zawodach do 2000 roku. Pierwsze starty za kierownicą bolidu, rozpoczęła od sezonu 2001 w Hiszpańskiej Formule Toyota 1300. Wygrała tam dwa wyścigi. Od 2002 do 2006 startowała w hiszpańskiej Formule 3 bez większych sukcesów. Jej najwyższą pozycją było trzecie miejsce na torze Jarama. W międzyczasie, w 2004 roku wystartowała w 24 godzinnym wyścigu Rolex 24 at Daytona na torze Daytona w Ferrari 360 Modena. Zajęła w nim 10 miejsce. W latach 2005–2006, startowała Ferrari European Challenge i Ferrari World Finals. W tych ostatnich zawodach zdobyła Pole Position. Od sezonu 2006 startowała w serii World Touring Car Championship. W 2007 startowała w Hiszpańskich mistrzostwach GT, gdzie jej najwyższą pozycją była czwarta na torze Estoril. W sezonach 2009 i 2010 reprezentowała barwy klubu Atlético Madryt w Superleague Formula.

## Formuła 1
18 sierpnia 2011 odbyła test z zespołem Lotus Renault GP w bolidzie Renault R29 na torze Paul Ricard. Hiszpanka przejechała blisko 300 kilometrów w bolidzie Formuły 1, co pozwoliłoby jej na uzyskanie superlicencji potrzebnej do startów w Formule 1. Cztery dni później menedżer Hiszpanki poinformował, iż stara się znaleźć jej miejsce kierowcy testowego w Formule 1 od sezonu 2012.
7 marca 2012 została potwierdzona jako kierowca testowy Marussia F1 Team.
3 lipca 2012 uległa poważnemu wypadkowi podczas testów bolidu zespołu Marussia F1 Team na lotnisku pod Cambridge. W wyniku wypadku doznała poważnych obrażeń twarzy i czaszki oraz straciła prawe oko. Zmarła 11 października 2013 roku w Sewilli.